# Vitex divaricata
Vitex divaricata är en kransblommig växtart som beskrevs av Olof Swartz. Vitex divaricata ingår i släktet Vitex och familjen kransblommiga växter. Inga underarter finns listade i Catalogue of Life.